# Weightless - a recording session with Jakob Bro
Weightless - a recording session with Jakob Bro er en dokumentarfilm fra 2009 instrueret af Sune Blicher.

## Handling
Dokumentarfilmen 'Weightless - a recording session with Jakob Bro' tager os med ind i et univers af smukke ballader og ualmindelig musikalsk kreativitet. I New Yorks berømte Avatar Studios lykkedes det i 2008 den danske guitarist at samle nogle af jazzens største og mest stilskabende kunstnere. De har blot to dage til at indspille en hel plade - Balladeering. Gennem filmen får vi et sjældent indblik i den levende proces, hvor sangskrivning, improvisation og originalitet skal gå op i en højere enhed.